# Pomena
Pomena (italsky Petraia) je malá vesnice a přímořské letovisko v Chorvatsku v Dubrovnicko-neretvanské župě, spadající pod opčinu Mljet. Nachází se na západě ostrova Mljet a je jeho nejzápadnějším sídlem. V roce 2011 zde žilo celkem 52 obyvatel.
Vesnice je napojena na silnici D120. Sousedními vesnicemi jsou Goveđari a Polače.